# Provincia di Reggio (Ducato di Modena e Reggio)
La provincia di Reggio è stata una suddivisione amministrativa del Ducato di Modena e Reggio esistita dal 1814 al 1859. Comprendeva approssimativamente gli attuali territori dell'odierna provincia di Reggio Emilia. Capoluogo era la città di Reggio di Lombardia.

## Storia
Nel 1814, in piena Restaurazione, venne deciso di nominare province le ripartizioni territoriali del ducato modenese e di abbandonare quindi il vecchio termine ducati. Nel 1815 erano compresi i comuni seguenti: Brescello, Busana, Carpineti, Castellarano, Castelnovo ne' Monti, Castelnovo di Sotto, Correggio, Gualtieri, Minozzo, Montecchio, Novellara, Poviglio, Reggio, Sant'Ilario, San Polo. Nel 1816 Poviglio dovette essere restituito al ducato di Parma e Piacenza che lo possedevano prima dell'arrivo di Napoleone.
Nel 1847 in seguito alla ratifica del trattato di Firenze divennero territori austro-estensi Guastalla e alcuni territori posti sulla destra dell'Enza. Come controparte il ducato di Modena, e nello specifico la provincia di Reggio, dovette cedere alcuni territori (Bazzano e Scurano) posti sulla sponda sinistra dell'Enza. 
Dopo la seconda guerra d'indipendenza italiana e l'annessione delle Province Unite del Centro Italia al Regno di Sardegna, venne istituita la provincia di Reggio Emilia. Il nuovo organismo assorbì quindi i comuni del guastallese e quelli di Rubiera e San Martino d'Este dal modenese.

## Comuni

### Comuni di I^ classe
- Reggio

### Comuni di II^ classe
- Busana, Carpineti, Castellarano, Castel Nuovo nei Monti, Castel Nuovo di sotto, Ciano, Correggio, Gattatico, Minozzo, Montecchio, Poviglio, San Polo, Scandiano